# Baldwin (Maine)
Pour les articles homonymes, voir Baldwin.
Baldwin est une ville américaine située dans le Comté de Cumberland, dans le Maine. Selon le recensement de 2020, sa population est de 1 520 habitants.